# Ряполово (Мосальський район)
Ряполово (рос. Ряполово) — присілок в Мосальському районі Калузької області Російської Федерації.
Населення становить 5 осіб. Входить до складу муніципального утворення Село Дашино.

## Історія
Від 2004 року входить до складу муніципального утворення Село Дашино.

## Населення
| 2002 | 2010 |
| ---- | ---- |
| 7    | ↘5   |